# Corico
Los coricos (también tacuarines,coricos de harinillas, biscochos en Sinaloa; coricos, coricochis, bizcochos y bizcochuelos, en Sonora) son unas galletas mexicanas de maíz populares en los estados mexicanos de Baja California, Sinaloa y Sonora. En otras regiones del país, se les conoce como harinillas de maíz crudo en Chihuahua y Durango, Enseco en Nuevo León, Pemoles en Tamaulipas, San Luis Potosí y Veracruz en la región de la "Huasteca".

## Origen del nombre
El nombre Tacuarines proviene del nombre del Ferrocarril Sur-Pacífico, que era conocido como "Tacuarinero". Cuando el tren regresaba del sitio de Altata a la ciudad de Culiacán, las mujeres subían para vender estas galletas. En el resto del estado de Sinaloa y el país de México, es más común nombrarlo corico. Biscocho sería el nombre correcto por ser galletas, no confundir la palabra biscocho (biscuit), que es de origen francés que es un pequeño panecillo salado.

## Características
Generalmente tienen forma de rosquilla y están hechos de harina de maíz o manteca vegetal, margarina o mantequilla sal, azúcar y huevos.

## Variantes
Hay algunas variantes como las pinturitas o coriquitos, con formas geométricas, a las que se les agrega vainilla y en ocasiones canela; hay diferentes presentaciones de coricos, los hay con los ingredientes originales totalmente de harina de maíz; también coricos con canela, azucarados y con piloncillo. La receta ha pasado a otros estados. Dependiendo del gusto familiar puede contener dos tipos de harina, leche, vainilla, jugo de limón y naranja, etc.; también preparados con café, anís y piloncillo; y los coricos sinaloenses.